# Seigneurie de Grâce-Berleur

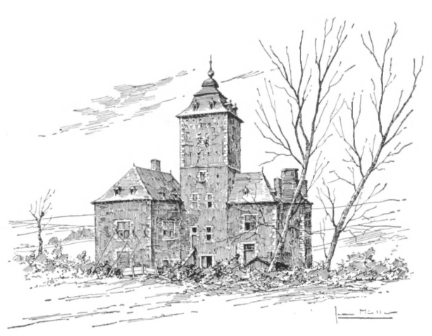
Le château de Courtejoye d'après une photographie prise en 1896 par les services de Musée de la Vie Wallonne.

La seigneurie de Grâce-Berleur est une seigneurie laïque citée pour la première fois sous la tutelle de Philippe de Grâce en 1233. Grâce-Berleur est aujourd'hui une ancienne commune de l'agglomération de Liège, en Belgique.

## Le territoire
Sous l'Ancien Régime, le territoire de l'ancienne commune de Grâce-Berleur était divisé en trois juridictions : les parties Nord et Nord-Ouest étaient sous la tutelle de la collégiale Saint-Martin ; au Sud et Sud-Ouest, une partie du hameau du Berleur, rattaché à Montegnée, dépendait de la cathédrale Saint-Lambert ; enfin, entre ces deux parties, s'étendait la seigneurie laïque de Grâce-Berleur, se prolongeant sur l'autre partie du hameau du Berleur.

## Le domaine seigneurial

### Le château
Antoine Boileau, dans l'énumération de ses biens en 1436, mentionne "une thoure de piers". Mais ce n'est pas là qu'il vit  car il a "une court, maison, tenure, jardin et assiese où ens il maint".
En 1555, Jean III de Courtejoye cite sa "court, maison, jardin, tenure et assieze avec ses aisemences et appartenance qui fut partenant à feu Johan delle Courtejoie son grand sir".
Jean IV de Courtejoye, mentionne "la maison de son inhabitation" dans son testament du 11 décembre 1599.
La tour n'est plus citée dans les actes du XVIe siècle. Les premières mentions du château sont faites dans les convenances de mariage de Lamoral de Courtejoye en 1644 " un chesteau environné d'eawe avec une basse cour". L'inscription lapidaire qui figure sur la face Sud-Est du château rappelle que Lamoral et sa femme on fait exhausser la tour en 1653. On peut y lire:

« ILLVSTR SR ET DAME MESSIRE
LAMORAL BARON DE
COVRTEIOYE SR DE GRACE
ET BERLEVR ET MADAME
ANNE MARI D'OENBRVGGHE
DE DVRAS CONIOINT ONT
FAIET REHAVSSER SET TOVR »

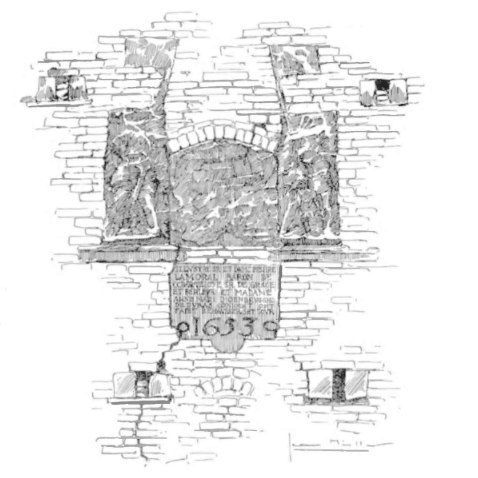
Inscription lapidaire de la façade Sud-est de la tour du Château de Grâce

John Churchill, premier duc de Marlborough séjourna au château le 13 octobre 1702.
Maximilien-Henri de Courtejoye "fit racomoder le fossé qui étayt rempli au niveau de la terre, fit aplanir le terrain en y faisant des beaux jardins et fit construire la basse courte telle qu'elle est aujourd'hui" nous apprend Louis-François de Junccis en 1705. De plus, pour l'agrément des jardins, il fit construire trois bassins en pierre de taille.
Louis-François fit combler les deux bassins carrés et les deux étangs creusés dans une prairie en contrebas. Il fit construire un pont sur les douves Sud-Ouest il fit construire des murailles autour du jardin d'agréments.
Cette entretien de la part des seigneurs explique l'admiration de Saumery en 1743 devant l’opulence de la demeure.
Quelques années plus tard, le domaine était malheureusement déjà endommagé et au début de 1768, une des tours s’écroula. Il fallut apporter de nombreuses réparations aux ponts et au château. Sous la révolution française, il eut encore à subir des déprédations (les écus jumelés de Courtejoye et d’Oyenbrugghe de Duras qui figuraient au-dessus de l’inscription lapidaire, citée plus haut, furent martelés). Enfin, en 1815, le conseil municipal estime que le château, abandonné depuis plus de vingt ans, n’est plus habitable.
En 1986, le château de Grâce-Berleur, usé par le temps et vraisemblablement fragilisé par le tremblement de terre de 1983, s’écroulait sans faire de victime. Les différents projets de réhabilitations (musée de la houille, restaurant, centre équestre, centre culturel, etc.) imaginés à l’époque ne virent jamais le jour.

## Les seigneurs de Grâce

### Philippe de Grâce
Il est cité comme chevalier, seigneur de Grâce et avoué de Saint-Martin. Il a deux frères Godefroid et Bastien. Philippe est toujours en vie le 10 février 1269, date à laquelle il est cité comme témoin dans un acte avec "Bastien de Grasce" son fils.

### Sébastien de Grâce
Fils du précédent, on ne connaît pas sa date de naissance mais il meurt entre 1290 et 1296. Il a trois enfants: Jean de Grâce dit Boileau, Sébastien, chevalier, mort en 1315 et Ida qui épouse Abraham de Warroux, veuve en 1315.

### Jean de Grâce, dit Boileau
Fils du précédent, sa date de naissance est inconnue mais il est en vie en 1322. Cité comme chevalier à cette date, il émancipe ses deux fils: Sébastien et Jehan. On lui connaît un troisième fils, Henri, chanoine sous expectative de Saint-Servais à Maastricht.
En 1311 il vit avec Agnès de Chantemerle qu'il avait épousée.
En tant que gentilhomme de l’État Noble, il scelle la Paix de Fexhe en 1316.

### Sébastien Boileau
Fils du précédent, il épousa la fille d'Arnould, avoué d'Amay, laquelle mourut le 3 juillet 1378. Il eut de nombreux enfants dont Jean, son successeur; Guillaume, Sébastien et Walter, chanoines sous expectative mais Guillaume, chanoine de saint-Barthélemy, quitta les ordres pour se marier à une fille de Baudouin de Hollogne ; et une fille Agnès qui épousa Renard propriétaire du château de Jemeppe.

### Jean de Grâce, dit Boileau
Fils du précédent, il fut seigneur de Grâce de 1361 à 1382. On rencontre encore son nom en 1394: "messire Johan de Grauz". Son épouse, Catherine de Bernalmont, fille de Jean de Bernalmont, est citée en état de viduité en 1400, 1403 et 1414. Il semble que la seigneurie lui appartenait avant 1361.

### Sébastien Boileau
Fils du précédent, il est écuyer et avoué de Grâce, il est fait mention de la cour de justice qu'il possède à Grâce avec sa mère Catherine de Bernalmont à la date du 24 mars 1400.
On lui connaît trois enfants : Antoine, Jeanne et Catherine.
Sous son administration apparaît le premier relief connu devant la cour féodale de Trognée : l'alleu était devenu un fief. Il meurt avant 1432.

### Antoine Boileau
Fils du précédent, il épouse le 18 juin 1436 Jeanne de Pont de Jandrin.
Le 28 septembre 1439, il rédige son testament : sa veuve ne doit pas lui succéder dans l'administration de la seigneurie, il divise la seigneurie et ses autres biens entre les enfants à naître de Louis de Thys et de Catherine Boileau d'une part et les héritiers de Rigaud de Vivier et de Jeanne Boileau (morte en 1438) d'autre part. Il mourut avant le 28 octobre 1439 (date de l’enregistrement de son testament) et fut enterré à l'église de Grâce.

### Louis de Thys
Époux de Catherine Boileau sœur du précédent, il eut un fils : Rigaud (ou Richard). Il vend la seigneurie en 1447.

### Rigaud de Vivier
Il devient seigneur et avoué de Grâce en 1448 après avoir acheté la seigneurie en 1447.
Il épouse Jeanne Boileau sœur d'Antoine Boileau avec laquelle il eut un fils : Humbert et une fille : Agnès.
Il meurt 1459, lui et son épouse sont enterrés à Villers Saint-Siméon.

### Humbert de Vivier
Fils du précédent, il exerce la fonction d'avoué en 1460. Lors des luttes qui opposèrent les Francs Liégeois et l'évêque Louis de Bourbon, il fut fait prisonnier à Huy et ramené à Liège. Il fut décapité le 31 mai 1466.
Il avait épousé Jeanne Heylman de Sart.

### Jean I de Courtejoyed'Alleur et Agnès de Vivier
Ils se marient par contrat de mariage le 12 juillet 1455.
Agnès doit faire face aux prétentions de son cousin Rigaud de Thys sur la moitié de la seigneurie et le 20 février 1473, son mari, Jean, relève la totalité de la seigneurie devant la cour féodale de Trognée. Un accord intervient car le 15 mai 1480, Rigaud de Thys renonce a ses prétentions sur la seigneurie devant la cour féodale de Trognée.
Jean I de Courtejoye fut donc seigneur et avoué de Grâce de par sa femme. Il fut également bourgmestre de Liège en 1480.
Il joua un rôle politique durant les sanglants conflits qui opposaient Louis de Bourbon, puis Jean de Hornes à Guillaume de la Marck. Il voulut avec Quentin de Theux le 9 janvier 1483, le lendemain de la défaite de Guillaume à Hollogne-sur-Geer, entrer en pourparlers de paix. Ils furent massacrés aux portes du palais par ordre de Guillaume.

### Jean II de Courtejoye
Fils du précédent, il se maria par contrat de mariage en 1482 avec Agnès de Soheit dite d'Anthines, fille de Jean de Soheit dit d'Anthines, écuyer et échevin de Liège. Il est cité comme avoué pour la première fois en 1498 mais il aurait pu être avoué depuis la mort de son père en 1483.

### Agnès de Soheit et ses fils Valentin et Philippe
La bonne entente ne semble pas avoir régné dans cette famille puisque le 14 avril 1535, le mayeur Jean Constand est démis de ses fonctions par Agnès au profit de son gendre Henri de Thiernesse alors qu'il avait été nommé à ce poste par Valentin son fils.
Agnès exerce les fonctions d'avoueresse à partir de 1530.

### Philippe de Courtejoye
Il est cité comme seigneur de Grâce dans un acte daté du 9 octobre 1535. Il avait épousé Jeanne Fraipont dite de la Bouverie (ou Boverie) avec laquelle il eut cinq enfants: Philippe, André, Jean, Marie et Agnès.
Lors de la lecture d'un cris du perron daté du 3 avril 1543, le seigneur se plaint d'avoir été attaqué un dimanche après minuit avec violence et injures.
Il mourut entre le 17 avril où le 22 mai 1554.

### Jean III de Courtejoye
Fils de Marie de Langdris et de valentin de Courtejoye, il prend possession de la seigneurie le 6 août 1555, le lendemain de l'accord concernant le litige qui l'opposait à sa tante Jeanne de Fraipont qui, sans doute instiguée par ses enfants, fait mettre sous séquestre, au début du mois de septembre la même année, les chars et les harnais de la ferme seigneuriale. Le 28 du même mois, un ci du perron relate que, nuitamment, des inconnus ont pénétré dans les étables du seigneur et y ont volé quatre-vingt bêtes à laine. L'enquête aboutit  le 25 octobre 1555 à l'inculpation de Jeanne de Fraipont, de ses deux filles, Marie et Agnès et de l'un de ses fils. La querelle s’aggrave et ses adversaires vont jusqu'à menacer de tuer le bétail, d'incendier la maison et de tuer le seigneur lui-même. L'enquête établit de nouveau la culpabilité de Jeanne et de son fils André le 2 octobre 1557. Jean III de Courtejoye fait donc embanner tous les biens qu'il possède à Grâce au dates suivantes : 10 septembre 1555, 18 avril 1558, 28 février 1560 et 13 mars 1566.
Il avait épousé par traité de mariage le 2 juin 1551 Marie de Marbais, fille de Christophe de Marbais et de Marie Goblet.
On peut estimer sa date de naissance en 1532 car il fut cité comme témoin dans un procès en 1572, il est dit alors âgé de 40 ans.
Son testament, daté du 4 août 1583 et enregistré après sa mort, le 12 juillet 1585, fait paraître d'autres biens appartenant au défunt; tels que: 340 bonniers de bois à Dave, une maison et une forge à Couvin, des biens à Flawinne, ... Il fut inhumé avec sa femme selon leur testament : dans l'église de Grâce et "sans pompe ni vaine gloire".

### Jean IV de Courtejoye
Il devient seigneur de Grâce vers 1585 et est reçu gentilhomme de l’État Noble le 15 novembre 1601.
Il avait épousé en premières noces Élisabeth de Lhoinne (Isabeau de Loen) de Brus, fille de Henri Conrard de Lhoinne de Brus, gouverneur de Franchimont puis du château de Huy. Il contracte un second mariage avec Jeanne de Boubay (alias Bombaye), fille d'Antoine de Boubay, écuyer, seigneur à Jemeppe, et de Jeanne d'Orjo.
Il fait testament avec sa première épouse le 11 décembre 1599. Les dispositions principales sont que la seigneurie est léguée à leur fils Jean ainsi que leurs acquisitions à Grâce et à Couvin, tandis que leur fille Catherine reçoit  la ferme d'Anthisnes en condroz et des rentes au pays de Franchimont. Par ce testament, les époux élisent sépulture dans l'église de Grâce. Jean IV fit enregistrer ce testament le 21 décembre 1611; on peut donc en conclure que sa femme est décédée.
Il fait testament le 19 mai 1617 avec sa seconde épouse.
Il ne résida pas à Grâce toute sa vie, en 1613 ou 1614, il part habiter à Jemeppe avec "tout leur mesnaige" dans le château qu'Antoine de Boubay a fait agrandir.
Il mourut à Jemeppe le 2 janvier 1622 et sa dépouille fut ramenée à Grâce.
Son second testament est enregistré le 20 décembre 1625 à le demande de Charles d'Eynatten, seigneur de Brumagne, second époux de Jeanne de Boubay.

### Jean V de Courtejoye
Fils du précédent, il n'habitait pas Grâce lorsque son père quitta la localité; il avait "sa résidence en braibant".
Avant le décès de son père, il fit relief à Trognée le 31 décembre 1621 pour la seigneurie et le 5 mai 1627 pour le reste du domaine.
Il fut seigneur à Ouhar et il semble qu'il est le premier à joindre à son titre de voué de Grâce celui de seigneur du Berleur.
Il avait épousé Marguerite de Boubay, une autre fille d'Antoine de Boubay, on peut donc conclure qu'il a épousé la sœur de la seconde épouse de son père. Le 17 juillet 1638, dans leur château de Jemeppe, ils font testament par devant Maître Jean Goffard, notaire.
Ils eurent trois enfants: lamoral, qui prit la succession; Charles-Antoine et Isabelle-Françoise qui épousa Laurent de Charneux dit de Maret, dont le fils, Arnold-Laurent, chevalier, seigneur d'Ouhar émit des prétentions sur la seigneurie au début du 18e siècle.
Jean mourut en 1647.

### Lamoral de Courtejoye

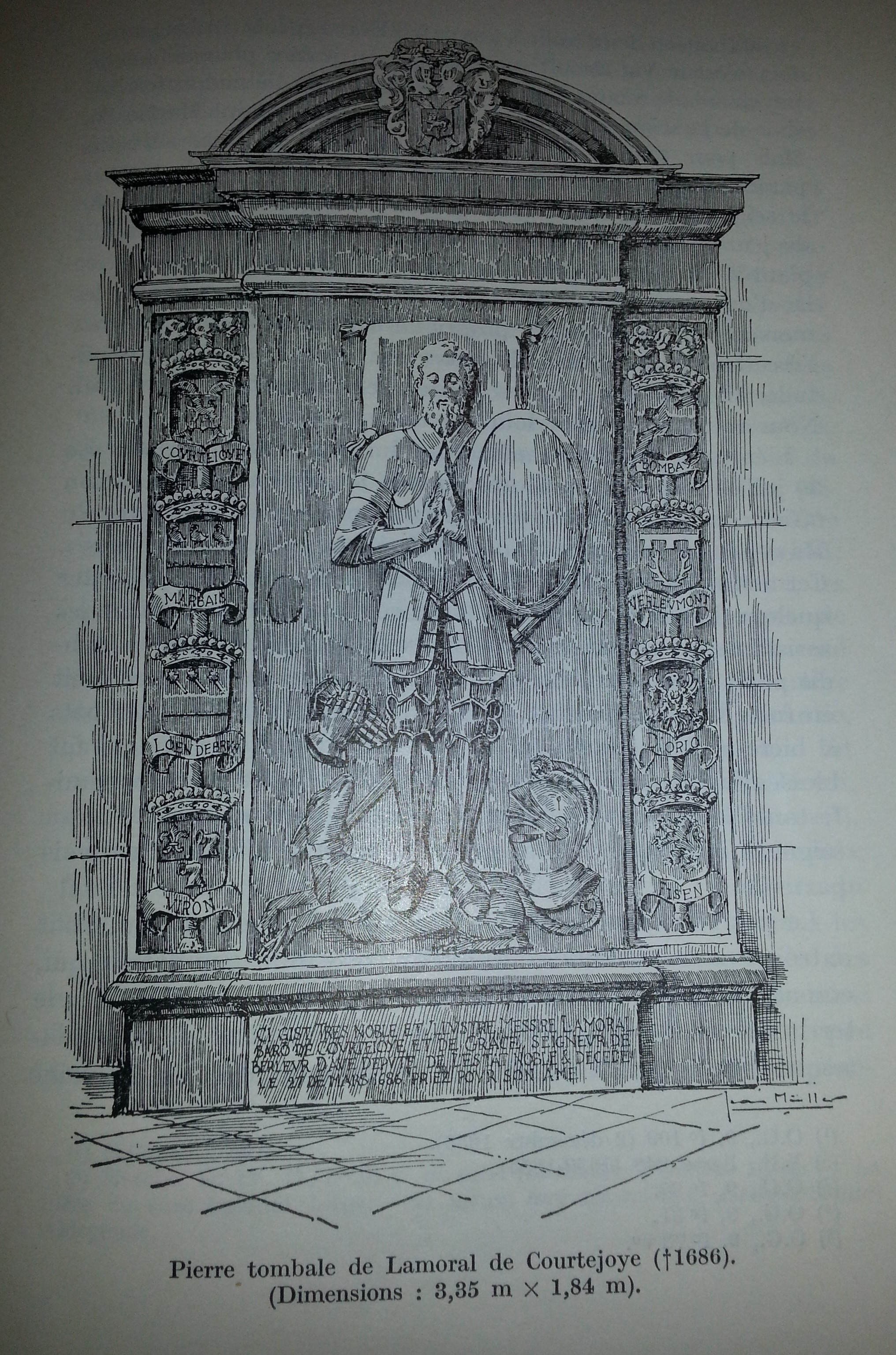
Pierre tombale de Lamoral de Courtejoye en marbre noir de Theux

Fils aîné du précédent, son contrat de mariage date du 16 mars 1644. Il y porte le titre de seigneur et son père est toujours en vie. Le futur marié dit posséder:"la terre et la seigneurie de Grâce et Berleur consistant en deux villages avec justice moyenne, haute et basse, pouvoir de commettre maïeur et échevins" et il ajoute être propriétaire "d'un château environné d'eau et d'une basse court". Les apports de la future mariée Anne-Marie d'Oyembrugge de Duras, chanoinesse du Chapitre de Sainte-Begge et d'Andenne, fille de Jean d'Oyembrugge de Duras et d'Anne de la Kethulle, consistent surtout en rentes. L'acte fut passé au château de Seilles.
On lui connaît quatre enfants : Maximilien-Henri, qui lui succédera à la tête de la seigneurie; Jean, décédé le 29 novembre 1648; Anne-Marie-Hermelinde, baronne de Courtejoye et de Grâce qui avait épousé, le 20 octobre 1669, Charles Artus de la Marck, baron d'Othée et Marguerite Émilie de Courtejoye qui épousa Balthazar de Rambach, gouverneur de Saint-Trond et commandant des troupes du Prince-évêque de Liège et qui mourut le 24 mars 1731.
Il fait relief à la suite de la mort de son père, le 26 mars 1647.
Il siège à l’État Noble et à la fin de l'année 1650, ses collègues le désigne membre du Tribunal des XXII.
Le 30 juillet 1651, vers six heures du soir, le seigneur, assisté de valets, se présente à la terre du Mavy, où une émeute populaire avait éclaté. Le seigneur fut mis en fuite, on lui lança des pots de bière et l'un de ses valets fut blessé au couteau.
Le 29 juin 1673, il cède à son fils, Maximilien-Henri, des droits sur des charbonnages. Il révoqua cette donation le 23 janvier 1677.
Anne-Marie d'Oyembrugge mourut le 11 août 1693.
Il mourut le 27 mars 1686 « aux deux heures et demie après-midi ». Il "a esté porté en terre le 29 dudit mois par la justice dudit Grâce en l'église parochiale".

### Maximilien-Henri de Courtejoye

#### Famille
Maximilien-Henri de Courtejoye était le fils de Lamoral de Courtejoye et d'Anne-Marie d'Oyembrugge de Duras. Il épousa par contrat de mariage daté du 25 novembre 1682, Jeanne-Cornelle de Junccis, dame voueresse de Streel (veuve sans enfants de Louis de Streel), fille de Philippe de Junccis et d'Anne van der Heyden à Blisia. Leur contrat de mariage introduit la séparation des biens et prévoit, en cas d'absence d'hoirs, le retour aux proches parents, sauf disposition contraire arrêtée ultérieurement en commun. Il mourut sans hoirs le 24 mars 1702 à Liège, à Saint-Remacle-en-Mont. Il fut enterré dans l'église de Grâce. Après sa mort, Jeanne-Cornelle, sa veuve, habita Liège, dans sa maison de Saint-Remacle-en-Mont, où elle mourut le 20 janvier 1705.

#### Fonctions
Avant de prendre possession de la seigneurie et après avoir quitté le service du roi de France, il exerça de hautes fonctions publiques. Maximilien-Henri fut cité comme bailli du rivage (circonscription de la rive gauche de la Meuse) le 17 août 1685 et fut confirmé dans cette fonction le 2 décembre 1689 par le prince-évêque Jean-Louis d'Elderen. Il est également cité comme membre de l'État Noble du Pays de Liège en 1691, conseiller des États Réviseurs et de la cour féodale; il fut élu bourgmestre de Liège le 21 septembre 1698. Il figure également parmi les conseillers du prince-évêque Joseph-Clément de Bavière.

#### Seigneurie de Grâce
Comme certains de ses prédécesseurs, il entre en conflit avec la douairière. La cour féodale de Trognée avait pris saisine et possession de la seigneurie de Grâce par défaut de relief par la douairière (29 juillet 1687). D'autre part, l'avocat Jean-Ernest Cornélis qui avait acquis une rente de 25 florins au détriment de la veuve de Lamoral, avait, quant à lui, saisi devant les échevins de Liège les biens censaux relevant de la seigneurie. Maximilien-Henri se fit subroger dans les droits de l'avocat en lui versant la somme de 540 florins (17 mars 1687). Armé de cette subrogation, il n'hésite pas à agir contre sa mère et fait même vendre son bétail. Ensuite, le 12 janvier 1688, il purge la saisine prise par la cour féodale de Trognée et fait le relief féodal requis, par l'intermédiaire de Gérard Henry qu'il désigne comme homme féodal. Personnage en vue, il estime devoir habiter une maison digne de son état et fit embellir le château.
Comme son père, il possède d'autres seigneurie: Dave, Langdrisbosch et il acquit le fief d'Othée pour la somme de 1800 écus. Sa fortune, procédant des apports de sa femme, lui avait permis de jouer un rôle de premier plan.

### Louis-François de Junccis
Né le 8 novembre 1662, il mourut le 10 octobre 1731.
Il habite le château dès 1705 et devient réellement Seigneur dans le courant de l'an 1710.
Il fut bourgmestre de Liège en 1708.
De son mariage contracté le 25 novembre 1704 avec Anne Isabelle Van der Eyden de Blisia qui mourut le 30 décembre 1732, naquirent six enfants: une fille morte durant l'accouchement; Jeanne-Émilie morte à l'âge d'un an le jour de Noël 1715; un garçon né avant terme quelques jours avant Noël de la même année; Ursule-Véronique, épouse du baron d'Eynatten; Marie-Josèphe et l'ainée, Jeanne-Isabelle épouse d'Ernest-Ferdinand Van der Eyden de Blisia.
Les trois enfants survivants reçurent, selon le testament de leur père, les biens comme suit: Ursule-Véronique reçut, entre autres, le château de Mons et la seigneurie de Kersbeeck-lez-Tirle-mont; Marie-Josèphe des biens à Streel et à Fexhe-le-Haut-Clocher et Jeanne-Isabelle se vit gratifiée du château et de la seigneurie de Grâce.

### Ernest-Ferdinand van der Heyden de Blisia
Il épouse sa cousine, Jeanne-Isabelle de Junccis, par contrat rédigé le 12 septembre 1732.
Fils de Conrard, baptisé en la paroisse aristocratique de Saint-Servais, il descend par sa mère, Marie-Anne de Limbourg, d'une grande famille de commerçants.
Il fut grand bailli des Rivages du 23 septembre 1724 jusqu'en 1763 année durant laquelle il démissionna. Il fut conseillé privé et secrétaire de la Chambre des Comptes, plusieurs fois bourgmestre de Liège entre 1736 et 1767 et commissaire générale des guerres de la principauté par patente du 25 août 1737.
Il n'eut pas d'enfants et son épouse mourut le 2 janvier 1763; lui, mourut au château de Grâce le 9 juin 1772.

### Bruno-Joseph d'Albon et Honorine-Joséphine-Caroline d'Eynatten
Ursule-Véronique de Junccis (sœur de Jeanne-Isabelle de Junccis) avait épousé Théodore baron d'Eynatten. Ils eurent une fille, Honorine-Joséphine-Caroline, qui recueillit la succession de Grâce qui lui venait de sa tante. Elle avait épousé à Tirlemont, le 16 décembre 1769, Bruno-Joseph, comte d'Albon et baron de Zétrud-Lumay, premier pair de la province de Namur. À la mort d'Ernest van der Heyden à Blisia, la seigneurie passe aux mains d'Honorine-Joséphine-Caroline. Bruno-Joseph d'Albon fut mis par la cour locale en possession de la seigneurie le 10 juin 1772. L'état de délabrement du château oblige le comte d'Albon à intenter une action aux autres héritiers, à qui il impute la responsabilité des dégradations.
Le 25 novembre 1772, il concéda le relief du fief de Gougnies, dépendant de Grâce.
Les époux donnèrent procuration, le 17 janvier 1774, à Jean-Théodore Rome pour qu'il fasse relief de la seigneurie, ce qui eut lieu le 25 mai de la même année.
Le couple ne semble pas avoir résidé à Grâce; en effet, en 1776, mention est faite à un locataire du château, François-Joseph-Charles d'Othée de Limont à qui il abandonne, le 5 juillet 1776, l'exercice des droits seigneuriaux, disposition qu'il confirme et amplifie le 13 juillet 1777 (ce dernier acte a été conclu au château de Grâce).
Bruno-Joseph d'Albon mourut peu de temps après. Le 12 décembre 1777, la veuve, en tant que dame de Grâce, proroge le mayeur de la cour de justice Jean-Joseph Marnette. Le 24 décembre de la même année, elle confirme le chevalier d'Othée de Limont dans ses droits. D'après les registres aux œuvres, elle ne respecta pas le délai de viduité, puisque le 25 février 1778, elle comparait en qualité d'épouse de Louis-Ange-Joseph baron de Waha.

### Louis-Ange-Joseph, baron de Waha et Honorine-Joséphine-Caroline d'Eynatten
Le 25 février 1778 Louis-Ange-Joseph approuve la cession des droits seigneuriaux faite par sa femme le 24 décembre 1777 en faveur du chevalier d'Othée de Limont.
Le 8 août 1782, les époux vendent, devant le notaire Jacques, la seigneurie sur laquelle pesait de lourdes charges au baron de Sélys et de Fanson pour la somme de 67.000 florins. Le baron devait en outre verser 4000 florins, montant des réparations à effectuer au château.

### Jean-Pierre-Robert, baron de Sélys et de Fanson
Il devint seigneur à la suite de la vente de la seigneurie par Louis-Ange-Joseph, baron de Waha et Honorine-Joséphine-Caroline d'Eynatten. Il eut affaire aux prétentions des familles d'Eynatten (qui se rétractent le 24 mars 1783 lorsque le baron d'Eynatten s'engage à ne pas faire le retrait de Grâce) et van der Heyden à Blisia représentés par Isabelle-Bertheline-Marie et par Charlotte-Hélène. Par acte passé le 13 février 1784 devant le notaire J.G. Lesnoinne, Isabelle-Bertheline-Marie van der Heyden à Blisia et son épouxHenri-Albert-Joseph, baron de Flaveau de la Raudière abandonnent toutes leurs prétentions au profit de leur sœur et belle-sœur Charlotte-Hélène car "[...] laditte terre, seigneurie et biens ne sont pas commodément divisibles [...] d'ailleurs, c'est ladite demoiselle de Loye (Charlotte-Hélène) qui a remboursé seule et acquis les capitaux affectans les dites hypothèques à ces causes".

### Charlotte-Hélène van der Heyden de Blisia et Henry-Guillaume-Joseph de Fabribeckers
Charlotte-Hélène van der Heyden de Blisia fut instituée officiellement en tant que dame de Grâce le 14 février 1784 et loua le 15 mai 1784 le château de Grâce pour une durée d'un an à M. de Trappé de Lozange.
Elle épousa Henri-Guillaume-Joseph de Fabribeckers à Saint-Tomas à Liège le 28 octobre 1784. Le manque d'archives rend difficile de retracer le règne des derniers seigneurs de Grâce. On sait qu'ils résidèrent au château durant l'année 1793 et qu'en 1815, ce dernier est dit inhabité depuis plus de vingt ans. Charlotte-Hélène mourut sans enfant le 30 avril 1797 à Cortils et son époux se remaria à Bruxelles avec Jeanne-Joséphine-Ghislaine de Villegas de Clercamp le 20 octobre 1801. Henri-Guillaume-Joseph mourut à Liège le 18 janvier 1842.